# Каацкий, Христиан Фридрих
Христиан Фридрих Каацкий (нем. Christian Friedrich Kaatzky; 15 сентября 1739, Лабиау, Восточная Пруссия — 9 июня 1804, Либава, Российская империя) — немецкий и латвийский педагог и писатель. Был ректором Либавского училища (ныне — Лиепайская педагогическая академия). 
Опубликовал «Логическое исследование о тайнах философии» (лат. Dissertatio logica de mysterio philosophico, Кёнигсберг, 1769), произнес речь «Высочайшая культура есть глубочайшее варварство» (нем. Die höchste Kultur ist die tiefste Barbarey, 1785), выпустил сборник стихов (Митава, 1791).

## Источник
- Каацкий, Христиан Фридрих // Энциклопедический словарь Брокгауза и Ефрона : в 86 т. (82 т. и 4 доп.). — СПб., 1890—1907.